# Tomoxena
Genre
Tomoxena est un genre d'araignées aranéomorphes de la famille des Theridiidae.

## Distribution
Les espèces de ce genre se rencontrent en Indonésie et en Inde.

## Liste des espèces
Selon World Spider Catalog (version 16.0, 02/07/2015) :
- Tomoxena alearia (Thorell, 1890)
- Tomoxena dives Simon, 1895
- Tomoxena flavomaculata Simon, 1895

## Publication originale
- Simon, 1895 : Études arachnologiques. 26e. XLI. Descriptions d'espèces et de genres nouveaux de l'ordre des Araneae. Annales de la Société Entomologique de France, vol. 64, p. 131-160 (texte intégral).